# Lions Express

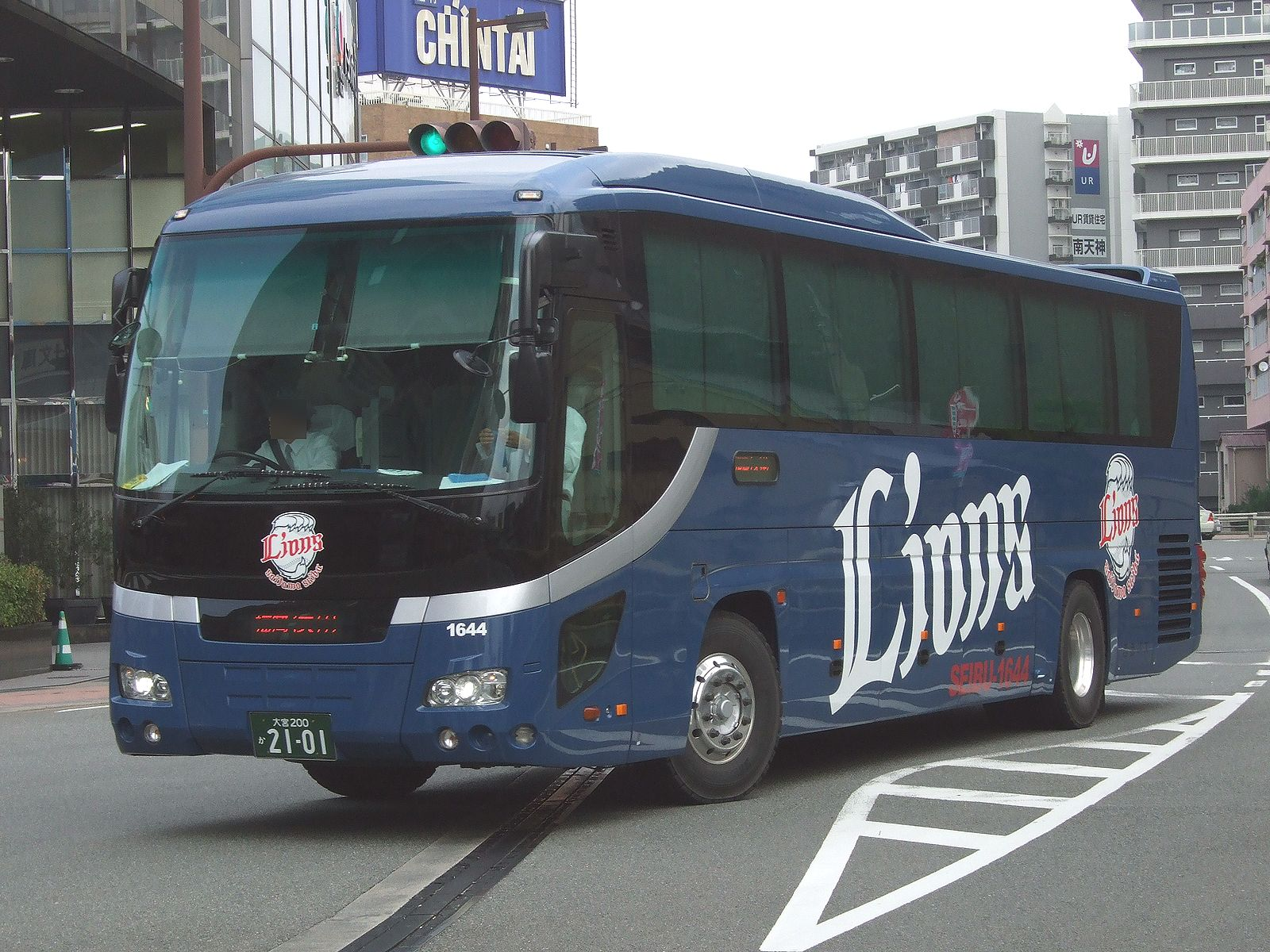
西武観光バスの車両

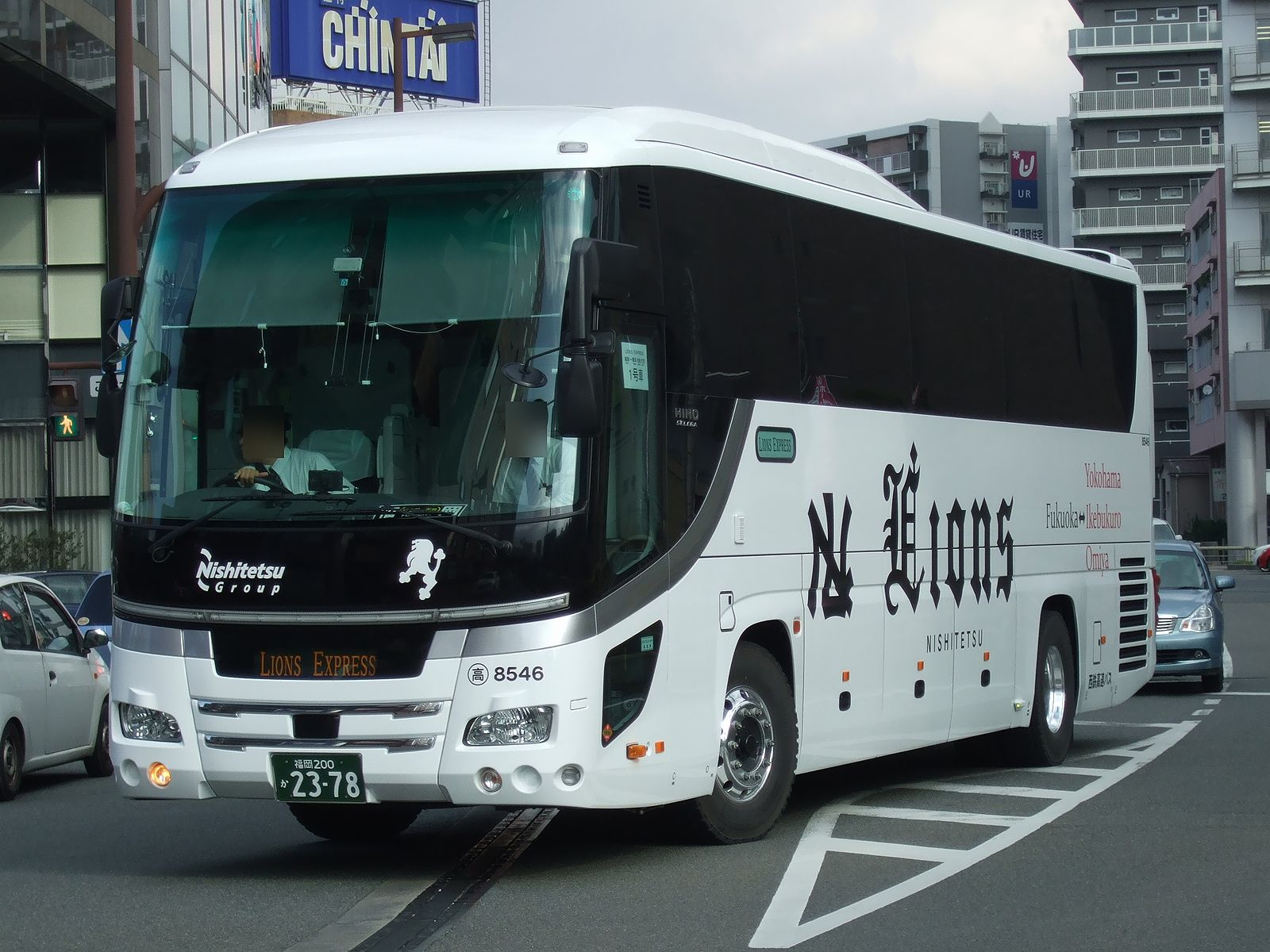
西鉄高速バスの車両

Lions Express（ライオンズエクスプレス）は、かつて埼玉県さいたま市・東京都・神奈川県横浜市と福岡県福岡市を結んでいた高速バスの愛称名である。
2011年（平成23年）12月8日に運行開始した が、2015年5月16日の出発便を以って休止となった。

## 概要
"Lions Express" の名称は、かつての「西鉄ライオンズ」の本拠地であった福岡県と、現在の「埼玉西武ライオンズ」の本拠地である埼玉県を結ぶ路線であることにちなむ。なお、運行主体もライオンズの新旧親会社である西日本鉄道（西鉄）と西武鉄道（西武）のそれぞれ関連会社である。
営業終了直前の走行距離約1,152kmは、西鉄が運行する「はかた号」（東京新宿 - 福岡）を抜き日本最長距離の路線バスとなっていた。（開業時点では走行距離約1,170 km。ただし、下りの全区間の所要時間15時間20分（上りは15時間10分）は、一般道区間の長い「いわみエクスプレス」下り（新木場駅→津和野駅、石見交通・JRバス中国）に次いで2番目。
さいたま - 福岡間を池袋と横浜YCATに立ち寄り、東名高速道路・伊勢湾岸自動車道・新名神高速道路経由で結ぶ。「はかた号」と異なり、運行開始当初から東名高速道路経由であった。
運賃は時期別に設定されており、A運賃、B運賃（A運賃の2,000円引）、C運賃（A運賃の3,000円引）、D運賃（A運賃の4,000円引）の4種類である。4列シート車のみの設定となっており、価格帯も「はかた号」のエコノミーシート相当となっていた。
インターネットでの予約については、西鉄グループの路線を取り扱うハイウェイバスドットコムと、西武グループの路線を取り扱う発車オ〜ライネットの両方で取り扱っていた。運行開始当初、当時西鉄グループの路線を取り扱っていた楽バスでは取り扱っておらず発車オ〜ライネットのみで取り扱っていたが、2013年7月1日から楽バスが閉鎖されハイウェイバスドットコムに移行したため、同日以降の便についてはハイウェイバスドットコムでも取り扱うようになった。
2015年（平成27年）5月16日発車便を以って、運行を休止する旨のアナウンスがなされた。これまでビジネス客や観光、レジャー客を中心に約4万5000人の利用があったものの、取材に対し西鉄は「利用者数の伸び悩みから、これ以上の運行継続は難しい」と説明しているという。背景として、格安航空会社（LCC）による福岡 - 成田便の影響もあり、乗客は減少していたという。

## 運行本数
- 夜行便 1日1往復

## 運行会社
- 西武観光バス[1]
- 西鉄高速バス[1]

## 運行経路・停車停留所
太字は停車停留所。大宮 - 横浜間および博多 - 天神間のみの利用は不可。
- 西武バス大宮営業所 - 大宮駅西口 - （首都高速埼玉大宮線・首都高速5号池袋線） - 池袋駅東口 - （首都高速5号池袋線・首都高速都心環状線・首都高速1号羽田線・首都高速神奈川1号横羽線） - YCAT（横浜駅） - （横浜横須賀道路・保土ヶ谷バイパス） - （新東名高速道路・伊勢湾岸自動車道・東名阪自動車道・新名神高速道路・名神高速道路・山陽自動車道・中国自動車道・九州自動車道） - 福岡IC - （福岡高速道路） - 博多バスターミナル - 西鉄天神高速バスターミナル

夜と朝に1回ずつ休憩を行う。休憩場所は上下便ともに足柄サービスエリアと下松サービスエリア。（上り便に限り、消灯前に吉備サービスエリアで休憩することがある。）

## 沿革
- 2011年（平成23年）
  - 8月 - 路線認可を申請[8]。
  - 11月11日 - 運行開始日を発表[2][9]。
  - 11月14日 - 予約受付を開始[2]。
  - 12月1日 - 車両デザインを発表[10]。
  - 12月8日 - 運行開始[1]。
- 2012年（平成24年）
  - 12月20日 - 西鉄高速バス運行便のみ、シートピッチをこれまでの91cmから104cmに拡張。また、「はかた号」と同じく全席にコンセントを装備し、「au Wi-Fi SPOT」にも対応する。対象ユーザー以外にも「バス車内無料Wi-Fiサービス」を開始する[11]。
- 2013年（平成25年）
  - 4月1日 - 運賃パターンがこれまでの3パターンから4パターンに変更。通常期より3,000円引のC運賃を追加[12]。従来の運賃はそれぞれA運賃（旧通常期）、B運賃（旧週末）、D運賃（旧閑散期）となる。
  - 7月1日 - 同日出発便より、Webでの予約先に「@バスで（ハイウェイバスドットコム）」が追加される。また、出発時間がこれまでより約2時間半早くなり、これにより天神及び大宮への到着時刻も9時前の到着になる[13]。

この変更に伴い、大宮発便の池袋駅東口から横浜（YCAT）の所要時間が60分から70分に変更される。なお、同日より9月30日までは運賃割引キャンペーン（最大で20%引き）が実施され、同時期のみ運賃体系は3つになる。
- 2014年（平成26年）
  - 4月1日 - 消費税率の引き上げに伴い、同日出発分から運賃が変更になった[14]。横浜、池袋、大宮で分かれていた運賃が統一され、A:12,300円 B:10,300円 C:9,300円 D:8,300円となる（横浜間はこれまでの運賃より200円値上げ、池袋間は200円の値下げ、大宮間は700円の値下げとなる。）。
  - 12月18日 - ダイヤ改正[15]。三ヶ日ジャンクション - 御殿場ジャンクション間が東名高速道路から新東名高速道路へ変更される。また、博多バスターミナル発車時刻がこれまでの17時50分から17時55分に、のりばも35番のりばから36番のりばに変更になった。
- 2015年（平成27年）
  - 5月16日 - この日の出発便を以って運行休止。

## 車両

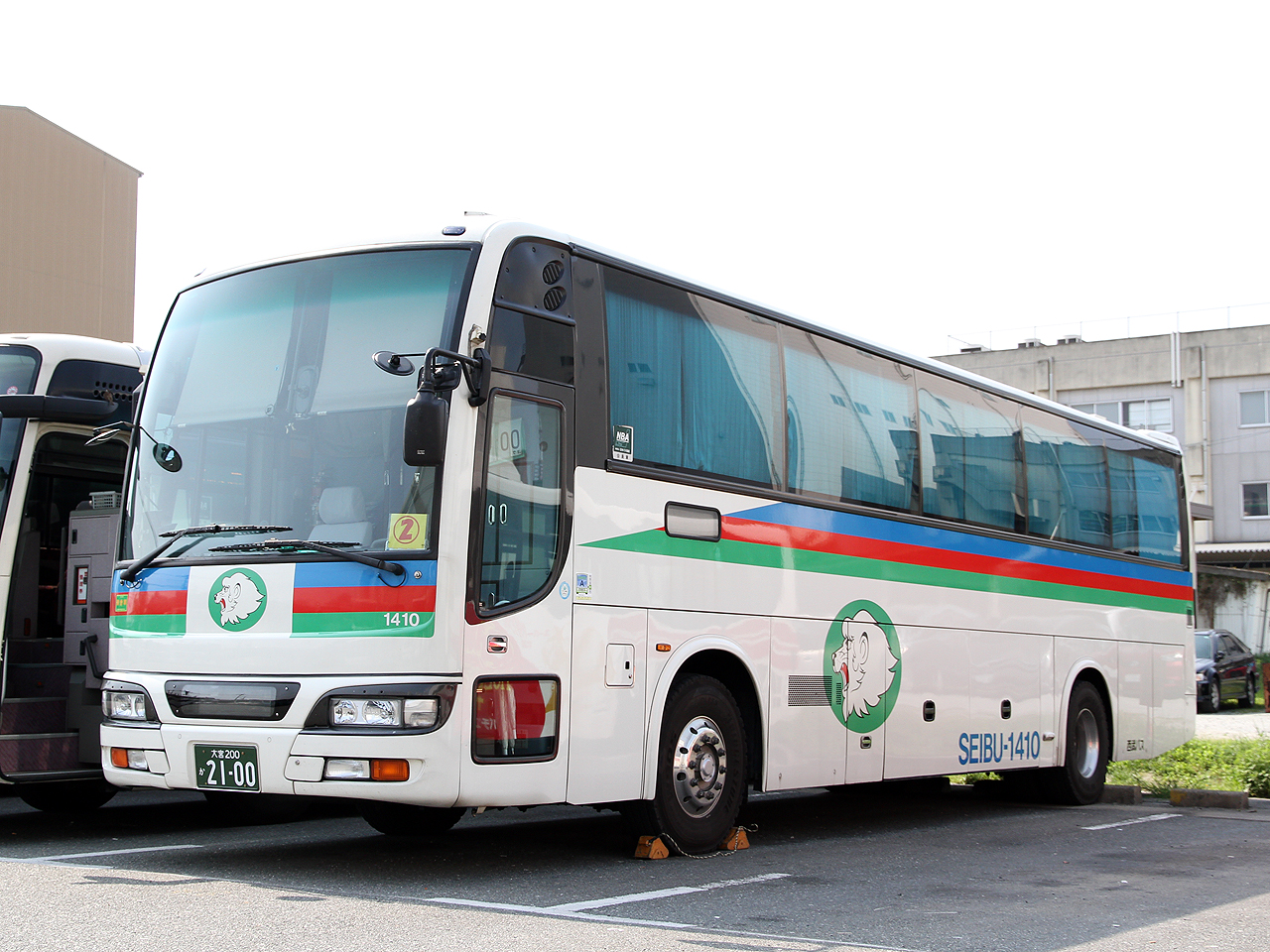
西武観光バスの運行開始当初の続行便・予備車両

- 西武観光バスはトイレ付き、横4列シート、ハイデッカー、34人乗りのいすゞ・ガーラ。2009年より新たに採用された埼玉西武ライオンズ球団のイメージカラーであるレジェンドブルー地に球団のロゴを入れたデザイン[10]。ハイデッカー構造としているのは、他路線での間合い運用を考慮しているため。ただし、続行便および車両点検時は青・赤・緑の3色帯にレオマークが入った、従来のライオンズカラーの三菱ふそう・エアロエースが使用される。運行開始より2013年までは日産ディーゼル・スペースウィング（西日本車体工業02MC SD-II）が使用されていた。運行終了後はドリームさいたま号など、他路線に転用されている。
- 西鉄高速バスはトイレ付き、横4列シート、スーパーハイデッカー、34人乗りの日野・セレガ。白地に黒の西鉄ライオンズのロゴとマーク（NLマーク）を入れたデザイン[10]。開業当初は38人乗りハイデッカーで他路線同様の「白夜行」デザインに黒の西鉄ライオンズのロゴとマーク（NLマーク）を入れた車両が使用されていたが、2012年12月20日より車両が一新され、シートピッチが拡張された広めのものとなり、西武観光バスと同様に34人乗りとなった。また同時に車内での無料Wi-Fiサービスが開始され、これに伴い全座席にコンセントが追加された。運行終了後は西鉄本体（博多営業所）に移管し、主にはかた号などの続行用として繁盛期を中心に使用されていたが、2台のうち1台は九州島内路線用の塗装（火の鳥カラー）に塗り替えられ島原号として使用されている。もう1台は長らく高速予備車扱いとして塗装はそのままの状態で車庫で待機していたが、2019年にトイレを撤去・車内外大規模改装工事をおこない、西鉄最高級のラグジュアリーバスツアーブランド『GRANDAYS』専用車に転用された。因みに、初代の専用車は暫くはロゴが剥がされた白夜行塗装のまま福岡 - 湯布院線「ゆふいん号（ノンストップ便）」を中心に使用されたが、後に火の鳥カラーに塗り替えられ、現在は福岡 - 大分線「とよのくに号」などで使用されている。